# 정규 분포
확률론과 통계학에서 정규 분포(正規 分布, 영어: normal distribution) 또는 가우스 분포(Gauß 分布, 영어: Gaussian distribution)는 연속 확률 분포의 하나이다. 정규분포는 수집된 자료의 분포를 근사하는 데에 자주 사용되며, 이것은 중심극한정리에 의하여 독립적인 확률변수들의 평균은 정규분포에 가까워지는 성질이 있기 때문이다.
정규분포는 2개의 매개 변수 평균 {\displaystyle \mu }와 표준편차 {\displaystyle \sigma }에 대해 모양이 결정되고, 이때의 분포를 {\displaystyle \mathrm {N} (\mu ,\sigma ^{2})}로 표기한다. 특히, 평균이 0이고 표준편차가 1인 정규분포 {\displaystyle \mathrm {N} (0,1)}을 표준 정규 분포(standard normal distribution)라고 한다.

## 역사
정규분포는 아브라암 드무아브르가 1733년 쓴 글에서 특정 이항 분포의 {\displaystyle n}이 클 때 그 분포의 근사치를 계산하는 것과 관련하여 처음 소개되었고 이 글은 그의 저서 《우연의 교의》(The Doctrine of Chances) 2판(1738년)에 다시 실렸다. 피에르시몽 라플라스는 그의 저서 《확률론의 해석이론》(Théorie analytique des probabilités)(1812년)에서 이 결과를 확장하였고 이는 오늘날 드무아브르-라플라스의 정리로 알려져있다.
라플라스는 실험 오차를 분석하면서 정규분포를 사용했다. 1805년에는 아드리앵마리 르장드르가 매우 중요한 방법인 최소제곱법을 도입했다. 카를 프리드리히 가우스는 이 방법을 1794년부터 사용해왔다고 주장했는데 1809년에는 실험 오차가 정규분포를 따른다는 가정하에 최소제곱법을 이론적으로 엄밀히 정당화했다.

## 성질
- 정규분포에서는 기댓값, 최빈값, 중앙값이 모두 {\displaystyle \mu }이다. 정규분포의 기댓값은 다음과 같이 계산할 수 있다.

{\displaystyle {\begin{aligned}{\bar {x}}&=\int _{-\infty }^{\infty }{\frac {x}{\sigma {\sqrt {2\pi }}}}\;\exp \left[-{\frac {\left(x-\mu \right)^{2}}{2\sigma ^{2}}}\right]\\&={\frac {{\sqrt {2}}\sigma }{\sqrt {\pi }}}\int _{-\infty }^{\infty }y\exp[-y^{2}]dy+{\frac {\mu }{\sqrt {\pi }}}\int _{-\infty }^{\infty }\exp[-y^{2}]dy\end{aligned}}}

위에서 첫 번째 적분은 홀함수의 적분으로 0이고 두 번째 적분은 가우스 적분으로 적분값이 {\displaystyle {\sqrt {\pi }}}로 잘 알려져 있다. 따라서 기댓값은 {\displaystyle \mu }다.
- 정규분포는 절대근사한다.
- 정규분포는 평균과 표준편차가 주어져 있을 때 엔트로피를 최대화하는 분포이다.
- 정규분포곡선은 좌우 대칭이며 하나의 꼭지를 가진다.
- 정규분포는 중앙치에 사례 수가 모여있고, 양극단으로 갈수록 X축에 무한히 접근하지만 X축에 닿지는 않는다.[2]

## 표준 정규 분포
정규 분포 밀도 함수에서 {\displaystyle Z={\frac {X-\mu }{\sigma }}}를 통해 X(원점수)를 Z(Z점수)로 정규화함으로써 평균이 0, 표준편차가 1인 표준정규분포를 얻을 수 있다.
z-분포라고도 부른다. z-분포로 하는 검정(test)을 z검정(z-test)이라고 한다.

## 불확실성
{\displaystyle P[\mu -k\sigma <X<\mu +k\sigma ]}에서 k값이 변화함에 따라 구해지는 {\displaystyle \pm k\sigma }값을 불확실성(uncertainty)이라고 한다. 예를 들어 {\displaystyle \pm 1.645\sigma }를 90% 불확실성, {\displaystyle \pm 1.960\sigma }는 95% 불확실성, {\displaystyle \pm 2.576\sigma }은 99% 불확실성이다. 특히, {\displaystyle \pm 0.674\sigma }를 50% 불확실성이라고 하며, 확률오차(probable error)라고도 한다. 이는 관측값이 전체 관측값의 50%에 있을 확률을 의미한다.

## 같이 보기
- 가우스 함수
- 표본 크기
- F 분포
- 표준정규분포표

## 참고 문헌
- 이재기; 최석근; 박경식; 정성혁 (2013). 《측량학1》 2판. 형설출판사. ISBN 978-89-472-7336-7.
- (구글북스, Pierre Simon marquis de Laplace, Théorie analytique des probabilités 1812)https://books.google.co.kr/books?id=nQwAAAAAMAAJ&printsec=frontcover&hl=ko&source=gbs_ge_summary_r&cad=0#v=onepage&q&f=false
- (구글북스,The Doctrine of Chances , 1st edition ,Abraham de Moivre 1718)https://books.google.com/books?id=3EPac6QpbuMC